# Tanjung Agung Barat
Tanjung Agung Barat is een bestuurslaag in het regentschap Musi Banyuasin van de provincie Zuid-Sumatra, Indonesië. Tanjung Agung Barat telt 2758 inwoners (volkstelling 2010).